# Lowdown (Boz Scaggs)
Lowdown is een single van Boz Scaggs. Het is afkomstig van zijn album Silk degrees.

## Achtergrond
Scaggs mocht voor dat album samenwerken met het neusje van de zalm van de Los Angeles studiomuzikanten. Muziekproducent Joe Wissert bracht hem in contact met David Paich en die bracht vervolgens Porcaro en Hungate mee. Uiteindelijk zou de samenwerking tussen Paich, Porcaro en Hungate leiden tot de oprichting van Toto. Lowdown was destijds een term die gebruikt werd om na ophemeling terug te keren op Aarde. Dat geldt ook voor dit nummer. De vrouw in kwestie krijgt allemaal presentjes, maar is daar niet tevreden over, zoals ze steeds doorvertelt.
Het lied kende een trage start in de verkoop. Het was de tweede single afkomstig van Silk degrees en de eerste It’s over had redelijk verkocht. Lowdown bleef daar in eerste instantie ver bij achter, totdat een radiostation in Cleveland het frequent begon te draaien. Daarna veroverde, een jaar later, het de Verenigde Staten en delen van Europa. In Nederland werd het pas een hit na de opvolger What can I say. Scaggs zelf was verbaasd dat het uiteindelijk zo’n succes werd. Er gingen meer dan 5 miljoen exemplaren over de toonbank. Er hadden meer royalty's binnengehaald kunnen worden als er toestemming was gegeven voor opname in de soundtrack van Saturday Night Fever in plaats van opname in de veel minder bekendere film Looking for Mr. Goodbar. Het won beste lied in de categorie Rhythm-and-blues binnen de Grammy Awards van 1976.

## Musici
- Boz Scaggs - zang
- David Paich – toetsinstrumenten
- Jeff Porcaro – slagwerk
- David Hungate – basgitaar
- Fred Tackett, Louie Shelton – gitaar
- Carolyn Willis, Marty McCall, Jim Gilstrap, Augie Johnson - achtergrondzang

## Hitnotering
Lowdown haalde de derde plaats in de Amerikaanse Billboard Hot 100 in tweeëntwintig weken notering. Succes in het Verenigd Koninkrijk bleef daarbij ver achter; het stond vier weken in de UK Singles Chart met als hoogste notering plaats 28.

### Nederlandse Top 40
| Positie: | 34 | 27 | 23 | 21 | 22 | 38 | uit |

### NederlandseNational Hitparade
| Positie: | 30 | 30 | - | 29 | 21 | 27 | uit |

### NPO Radio 2 Top 2000
| Nummer met noteringen in de NPO Radio 2 Top 2000 | '03  | '04  | '05 | '06  | '07  | '08  |
| ------------------------------------------------ | ---- | ---- | --- | ---- | ---- | ---- |
| Lowdown                                          | 1996 | 1940 | -   | 1945 | 1982 | 1949 |

1. ↑  Een '-' betekent dat het nummer niet was genoteerd en een vetgedrukt getal geeft de hoogste notering aan.
2. ↑  2003 was het eerste jaar met een notering voor dit nummer.
3. ↑  Deze tabel is bijgewerkt tot en met de laatste editie (2024).